# اوپاپورانا
اوپاپورانا (انگلیسی: Upapurana)، ژانری از هندو متون دینی هستند که شامل مجموعه‌های بسیاری است که با استفاده از پیشوند اوپا «Upa» (ثانویه) از پوراناها متمایز شده‌اند. اگرچه فقط تعداد کمی از این تالیفات زودتر از بسیاری از «ماهاپورانا» های موجود به وجود آمدند، برخی از این متون گسترده و مهم هستند.